# فولتون ماكغراث
فولتون ماكغراث (بالإنجليزية: Fulton McGrath)‏ هو كاتب أغاني أمريكي، ولد في 6 ديسمبر 1907 في سوبريور في الولايات المتحدة، وتوفي في 1958.

## وصلات خارجية
- فولتون ماكغراث على موقع ميوزك برينز (الإنجليزية)
- فولتون ماكغراث على موقع أول ميوزيك (الإنجليزية)
- فولتون ماكغراث على موقع ديسكوغز (الإنجليزية)